# 邱贵兴
邱贵兴（1942年3月13日—），江苏无锡人，中华人民共和国骨科学家，中国医学科学院北京协和医院外科学系主任、骨科主任。第十一届全国政协委员。

## 生平
2007年当选为中国工程院院士。
2008年，当选第十一届全国政协委员，代表医药卫生界，分入第四十五组。并担任教科文卫体委员会专委。
2025年，因邱贵兴指导的学生董袭莹因婚外情被举报引发2025年北京中日友好医院系列事件，牵涉出入学成绩造假、博士论文剽窃的学术不端行为，北京协和医学院给予邱贵兴批评教育，因已退休，不再担任研究生指导教师，未作其他处理。